# Corythoxestis yaeyamensis
Corythoxestis yaeyamensis är en fjärilsart som först beskrevs av Tosio Kumata 1998.  Corythoxestis yaeyamensis ingår i släktet Corythoxestis och familjen styltmalar. Inga underarter finns listade i Catalogue of Life.